# Alex Beddoes
Alex Beddoes (ur. 9 lipca 1995 w Rotorua) – lekkoatleta z Wysp Cooka, olimpijczyk z Rio de Janeiro i Tokio.

## Przebieg kariery
W 2012 wystartował w konkursie biegu na 800 metrów, rozgrywanym podczas mistrzostw świata juniorów w Barcelonie. Odpadł już w eliminacjach, w swej kolejce zajmując 9. pozycję. W 2014 i 2018 uczestniczył w igrzyskach Wspólnoty Narodów, startując w biegu na 800 metrów – w ramach igrzysk w Glasgow startował jedynie w eliminacjach i zajął 6. pozycję, natomiast na igrzyskach w Gold Coast zajął w eliminacjach 7. pozycję i odpadł z dalszej części zmagań.
W 2019 zdobył dwa złote medale igrzysk Pacyfiku, w konkurencji biegu na dystansie zarówno 800, jak i 1500 metrów. Na tym drugim dystansie uzyskał czas 4:03,13 i ustanowił nim nowy rekord Wysp Cooka.
Dwa razy w swojej karierze reprezentował swój kraj na letnich igrzyskach olimpijskich, startując w konkursach biegu na 800 metrów. Na igrzyskach w Rio de Janeiro odpadł w fazie eliminacyjnej, zajmując w swej kolejce 9. pozycję z czasem 1:52,76. Natomiast na igrzyskach w Tokio uzyskał w eliminacjach czas 1:47,26, z którym uplasował się na 7. pozycji i nie awansował do dalszej fazy zmagań – ustanawiając jednak tym wynikiem nowy rekord kraju.
Jest dwukrotnym medalistą mistrzostw Oceanii w konkurencji biegu na 800 metrów. W 2013 otrzymał srebrny medal, w 2017 zaś brązowy medal.

## Rekordy życiowe
- bieg na 400 m – 49,19 (1 marca 2019, Melbourne)
- bieg na 800 m – 1:47,26 (31 lipca 2021, Tokio)
- bieg na 1500 m – 4:03,13 (17 lipca 2019, Apia)

Źródło: 